# جستجو در تصوف ایران
جستجو در تصوف ایران
نام کتابی است از عبدالحسین زرین‌کوب که در انتشارات امیرکبیر به چاپ رسیده‌است. این کتاب در زمینهٔ تاریخ تصوف ایران و شرح احوال صوفیان این دیار به نگارش درآمده است که عمدهٔ مندرجات آن به شرح ذیل می‌باشد:
مرده‌ریگ ایران باستانی، مهد تصوف، صوفیهٔ خراسان، خراسان و پیرانش، امام غزالی و برادرش، مکتب بغداد، ماجرای حلاج و شبلی، آرامش در بغداد، باباطاهر و عین‌القضات، پیران پارسی، شعر صوفیه (سنائی و عطار)، دنیای مولانا جلال‌الدین، شعر صوفیه بعد از مولانا، اهل ملامت و فتیان، قلندر و خاکسار.
همان‌طور که در مقدمهٔ کتاب ذکر شده هدف نویسنده از نگارش کتاب، بازنمایاندن ارزش و اهمیت تصوف در افق فرهنگ ایرانی است. زرین‌کوب معتقد است بر رغم پاره‌ای عناصر منحط و آمیخته به خرافات که در جای جای تعالیم برخی از صوفیه به چشم می‌خورد باز تصوف، در زمینهٔ اخلاق و تربیت و در برخورد با واقعیت‌های اجتماعی، بینش و جهش متعالی و انسان‌دوستانه‌ای به یک بخش عمده از فرهنگ ایرانی بخشیده‌است که آن همه را نمی‌توان به خاطر پاره‌ای جهات منفی که درش هست کم‌ارج شمرد. زرین‌کوب بر این باور است که بدون جستجو در تصوف ایران، آشنایی با همهٔ افق‌های ناشناختهٔ فرهنگ ایرانی ناتمام خواهد بود. او حتی دنیای اسلام را نیز در جملهٔ ابعاد گسترده‌ای که دارد بدون شناخت ویژگی‌های این بُعد انسانی آن یعنی تصوف، به درستی قابل ارزیابی نمی‌داند.